# Daley Sinkgraven
Daley Sinkgraven, né le 4 juillet 1995 à Assen aux Pays-Bas, est un footballeur néerlandais évoluant au poste de milieu offensif au Fortuna Sittard.
Il est fils de l'ancien défenseur Harry Sinkgraven (en).

## Biographie

### SC Heerenveen
Daley Sinkgraven commence à jouer au football au sein du centre de formation du club local de la ville de Meppel, le MVV Alcides Meppel, car c'est là que son père jouait (son père Harry a joué à Meppel de 2001 à 2006). Il rejoint ensuite le centre de formation du SC Heerenveen en 2008, où il signe pro en juillet 2013.
Il joue son premier match avec les Superfrisons le 18 janvier 2014 contre le Roda JC en remplaçant Hakim Ziyech lors du temps additionnel. Il marque son premier but avec le club le 13 septembre 2014 contre l'AZ Alkmaar.

### Ajax Amsterdam
Le 30 janvier 2015, Sinkgraven est transféré à l'Ajax Amsterdam, alors 2e d'Eredivisie derrière le PSV Eindhoven, pour une somme de 7 millions d'€. Il porte le numéro 8, ancien numéro de Lerin Duarte, prêté quelques jours plus tôt à Heerenveen.
Il joue son premier match de championnat avec l'Ajax le 5 février 2015 contre l'AZ Alkmaar. Il joue quelques semaines plus tard les deux matchs de l'Ajax face au Legia Varsovie.

### Bayer Leverkusen
Le 17 juin 2019, il s'engage avec Bayer Leverkusen pour quatre ans.

## Statistiques
| Saison                | Club                  | Championnat           | Championnat | Championnat | Coupe(s) nationale(s) | Coupe(s) nationale(s) | Supercoupe | Supercoupe | Compétition(s) continentale(s) | Compétition(s) continentale(s) | Compétition(s) continentale(s) | Play-offs | Play-offs | Total | Total |
| Saison                | Club                  | Division              | M.          | B.          | M.                    | B.                    | M.         | B.         | Comp.                          | M.                             | B.                             | M.        | B.        | M.    | B.    |
| 2013-2014             | SC Heerenveen         | Eredivisie            | 15          | 0           | -                     | -                     | -          | -          | -                              | -                              | -                              | 2         | 0         | 17    | 0     |
| 2014-2015             | SC Heerenveen         | Eredivisie            | 20          | 4           | 1                     | 0                     | -          | -          | -                              | -                              | -                              | -         | -         | 21    | 4     |
| Sous-total            | Sous-total            | Sous-total            | 35          | 4           | 1                     | 0                     | -          | -          | -                              | -                              | -                              | 2         | 0         | 38    | 4     |
| 2014-2015             | Ajax Amsterdam        | Eredivisie            | 10          | 0           | -                     | -                     | -          | -          | C3                             | 4                              | 0                              | -         | -         | 14    | 0     |
| 2015-2016             | Ajax Amsterdam        | Eredivisie            | 16          | 0           | 2                     | 0                     | -          | -          | C1+C3                          | 2+4                            | 0+0                            | -         | -         | 24    | 0     |
| 2016-2017             | Ajax Amsterdam        | Eredivisie            | 24          | 1           | 1                     | 0                     | -          | -          | C3                             | 7                              | 0                              | -         | -         | 32    | 1     |
| 2017-2018             | Ajax Amsterdam        | Eredivisie            | 4           | 0           | 1                     | 0                     | -          | -          | -                              | -                              | -                              | -         | -         | 5     | 0     |
| 2018-2019             | Ajax Amsterdam        | Eredivisie            | 9           | 0           | -                     | -                     | -          | -          | C1                             | 2                              | 0                              | -         | -         | 11    | 0     |
| Sous-total            | Sous-total            | Sous-total            | 63          | 1           | 4                     | 0                     | -          | -          | -                              | 19                             | 0                              | -         | -         | 86    | 1     |
| 2019-2020             | Bayer Leverkusen      | Bundesliga            | 13          | 0           | 2                     | 0                     | -          | -          | C1+C3                          | 2+4                            | 0+0                            | 0         | 0         | 21    | 0     |
| 2020-2021             | Bayer Leverkusen      | Bundesliga            | 22          | 0           | 1                     | 0                     | -          | -          | C3                             | 4                              | 0                              | 0         | 0         | 27    | 0     |
| 2021-2022             | Bayer Leverkusen      | Bundesliga            | 12          | 0           | 2                     | 0                     | -          | -          | C3                             | 4                              | 0                              | 0         | 0         | 18    | 0     |
| 2022-2023             | Bayer Leverkusen      | Bundesliga            | 12          | 0           | -                     | -                     | -          | -          | C1                             | 0                              | 0                              | 0         | 0         | 12    | 0     |
| Sous-total            | Sous-total            | Sous-total            | 59          | 0           | 5                     | 0                     | -          | -          | -                              | 14                             | 0                              | 0         | 0         | 78    | 0     |
| 2023-2024             | UD Las Palmas         | Liga                  |             | -           | -                     | -                     | -          | -          | -                              | -                              | -                              | -         | -         | 0     | 0     |
| Sous-total            | Sous-total            | Sous-total            | 0           | 0           | 0                     | 0                     | 0          | 0          | -                              | 0                              | 0                              | 0         | 0         | 0     | 0     |
| Total sur la carrière | Total sur la carrière | Total sur la carrière | 157         | 5           | 10                    | 0                     | 0          | 0          | -                              | 38                             | 0                              | 2         | 0         | 207   | 5     |

## Palmarès
- Ajax
  - Championnat des Pays-Bas :
    - Vice-champion : 2016 et 2017
    - Finaliste de la Ligue Europa en 2017 avec l'Ajax Amsterdam